# Cupid's Chokehold
Cupid's Chokehold è un singolo dei Gym Class Heroes, pubblicato per la prima volta nel 2005 nell'album The Papercut Chronicles ma ignorato da radio e televisioni, è stato ripreso poi nel 2006 nell'album As Cruel as School Children, rivelandosi un enorme successo.
Il brano riprende gli elementi del ritornello di Breakfast in America dei Supertramp del 1979, che nella canzone viene eseguito da Patrick Stump, front man dei Fall Out Boy.
Nel video del brano è presente, in un cameo, anche un'allora sconosciuta Katy Perry.

## Classifiche
| Nazione          | Posizione in classifica |
| ---------------- | ----------------------- |
| Regno Unito      | 3                       |
| Nuova Zelanda    | 6                       |
| Belgio (Fiandre) | 7                       |
| Finlandia        | 9                       |
| Grecia           | 49                      |
| Italia           | 12                      |
| Australia        | 14                      |
| Paesi Bassi      | 29                      |
| Slovacchia       | 70                      |
| Svizzera         | 34                      |
| Svezia           | 38                      |
| Austria          | 42                      |